# Старый Буртюк
Старый Буртюк (баш. Иҫке Бөртөк) — деревня в Краснокамском районе Республики Башкортостан Российской Федерации. Входит в состав Новобуринского сельсовета.

## География

### Географическое положение
Расстояние до:
- районного центра (Николо-Берёзовка): 63 км,
- центра сельсовета (Новая Бура): 6 км,
- ближайшей ж/д станции (Нефтекамск): 56 км.

## История
Село было основано башкирами Гарейской волости Казанской дороги на собственных вотчинных землях.
Деревня Буртюк (Бертек) возникла в конце XVI века Названа по имени влиятельного вотчинника Буртюка Кудабахтина, который был известен тем, что получил от царя Михаила Фёдоровича оберегательную грамоту. 

"Лета 7149-го 3 марта в 27-й день били челом государю царю и великому князю Михаилу Федоровичу всея России Гирейской волости ясашные башкирцы Буртючка Кудабахтин, Бекбовка Бисарин с товарыщи своею деревнею, а воеводе Льву Афанасьевичу Плещееву подали челобитную, а в челобитной их писано: вотчина их искони век отцов их и дедов речка старица Гнило Танып от Белыя реки до деревни Буртюковы вверх зверовья и рыбныя ловли и бортные ухожьи и по аремам хмель, в тое де их вотчину приезжают русские люди - вятчаны и сарапульцы и березовцы - зимою и летом, и в той де их вотчине в Таныпе реке те русские люди насильством своим рыбу неводами и жерлицами и сетями ловят и хмель по рекам дерут и борти со пчелами подсекают и подлаживают, и как де они в той речке в своей вотчине езжа*вьют, и те де русские люди, приезжая, и тот ез* разламывают и государь бы их Гирейской волости башкирцев Буртючку Кудабахтина, Бекбова Бисарина с тов. пожаловал велел бы им дать сберегательную грамоту от тех русских людей от насильства и по государеву цареву и великого князя Михаила Федоровича всея России указу воевода Л. А. Плещеев дал им сберегательную грамоту, что впредь русским людям вятчанам и сарапульцам и березовцам зимою и летом в их вотчину в Таныпе речку не въезжать, насильством своим рыбу неводами и жерлицами и сетями не ловить и хмель по аремам не брать и бортей со пчелами не подсекать и не подлаживать, езу в той речке в их вотчине не ломать. К сей сберегательной грамоте... печать Уфимского города приложил воевода Л. А. Плещеев".

Видимо, получение грамоты впоследствии во многом способствовало превращению деревни Буртюк в центр одноименной тюбы.
Известен и сын первопоселенца. Среди аманатов-заложников, находившихся в г. Мензелинске в 1664 г., т. е. во время башкирского восстания, был Кутлугуш Буртюков — житель д. Буртюк Гарейской волости. Его должен был заменить односельчанин Уразай Ульмясов с пребыванием только в г. Уфе.
В середине XVIII в. из д. Буртюк выделилась часть жителей и основала Новый Буртюк (Яны Бертек). В 1795 г. зафиксировано две деревни. 
Вотчинники коренной деревни в 7179 (1681) г. по сберегательной памяти приняли к себе ясачных марийцев, перешедших в тептярское сословие. Затем осели здесь же ясачные татары, ставшие также тептярями. 
В 1762 г. марийцев считалось 18 душ мужского пола. В 1795 г. в д. Старый Буртюк в 10 дворах проживали 74 башкира, в 2 дворах - 14 тептярей. Деревня Новый Буртюк, как и коренное поселение, находилась на правом берегу р. Гнилой (Уле) Танып. Она состояла из 10 башкирских дворов с 65 жителями.
В «Списке населенных мест по сведениям 1870 года», изданном в 1877 году, населённый пункт упомянут как деревня Старая Буртюкова 3-го стана Бирского уезда Уфимской губернии. Располагалась при озере Буляке близ реки Белой, в 90 верстах от уездного города Бирска и в 40 верстах от становой квартиры в селе Касево. В деревне, в 38 дворах жили 318 человек (159 мужчин и 159 женщин, тептяри — 86%, башкиры), были мечеть, училище, водяная мельница. Жители занимались сельским хозяйством и пчеловодством.

## Население
| 2002 | 2009 | 2010 |
| ---- | ---- | ---- |
| 346  | ↗371 | ↘364 |

Национальный состав
Согласно переписи 2002 года, преобладающие национальности — татары (67 %), башкиры (31 %).

## Религия
В деревне есть мечеть.